# Übersee
Übersee là một thị trấn thuộc huyện Traunstein bên hồ Chiemsee.